# دونالدسون ساكي
دونالدسون ساكي (بالفرنسية: Donaldson Sackey)‏ هو لاعب كرة قدم وعارض توغولي في مركز الهجوم، ولد في 30 سبتمبر 1988 في لومي في توغو. شارك مع منتخب توغو لكرة القدم. أما مع النوادي، فقد لعب مع تنس بوروسيا برلين وتوب أوس وفوريست غرين ونادي كومبوستيلا.

## وصلات خارجية
- دونالدسون ساكي على موقع قاعدة بيانات كرة القدم.إي يو (الإنجليزية)
- دونالدسون ساكي على موقع ناشيونال فوتبول تيمز (الإنجليزية)
- دونالدسون ساكي على موقع Soccerway.com (الإنجليزية)